# Veráguas

Bandeira de Veráguas

Localização da província no Panamá

Veráguas (Veraguas) é uma província do Panamá. Possui uma área de 10.677,20 km² e uma população de 209.076 habitantes (censo 2000), perfazendo uma densidade demográfica de 19,58 hab./km².
Sua capital é a cidade de Santiago de Veráguas.
A província está dividida em 12 distritos (capitais entre parênteses):
- Atalaya (Atalaya)
- Calobre (Calobre)
- Cañazas (Cañazas)
- La Mesa (La Mesa)
- Las Palmas (Las Palmas)
- Montijo (Montijo)
- Río de Jesús (Río de Jesús)
- San Francisco  (San Francisco)
- Santa Fé (Santa Fé)
- Santiago (Santiago de Veráguas)
- Soná (Soná)
- Mariato (Mariato)